# Gué-d’Hossus
Gué-d’Hossus ist eine französische Gemeinde mit 504 Einwohnern (Stand 1. Januar 2022) im Département Ardennes in der Region Grand Est (vor 2016 Champagne-Ardenne). Sie gehört zum Arrondissement Charleville-Mézières, zum Kanton Rocroi und zum Gemeindeverband Vallées et Plateau d’Ardenne.

## Geografie
Die Gemeinde liegt im 2011 gegründeten Regionalen Naturpark Ardennen an der Grenze zu Belgien. Hier endet die Autoroute A304 und führt weiter als belgische N 5 nach Charleroi. Umgeben wird Gué-d'Hossus vom Kantonshauptort Rocroi im Osten und Süden, von der Nachbargemeinde Taillette im Westen sowie von der belgischen Gemeinde Couvin im Norden.

## Geschichte
Während des Ersten Weltkriegs wurde das Dorf am 26. August 1914 durch die deutsche Armee zerstört.

## Bevölkerungsentwicklung
| Jahr                       | 1962 | 1968 | 1975 | 1982 | 1990 | 1999 | 2005 | 2018 |
| Einwohner                  | 631  | 543  | 452  | 500  | 525  | 504  | 511  | 522  |
| Quellen: Cassini und INSEE |      |      |      |      |      |      |      |      |

## Sehenswürdigkeiten

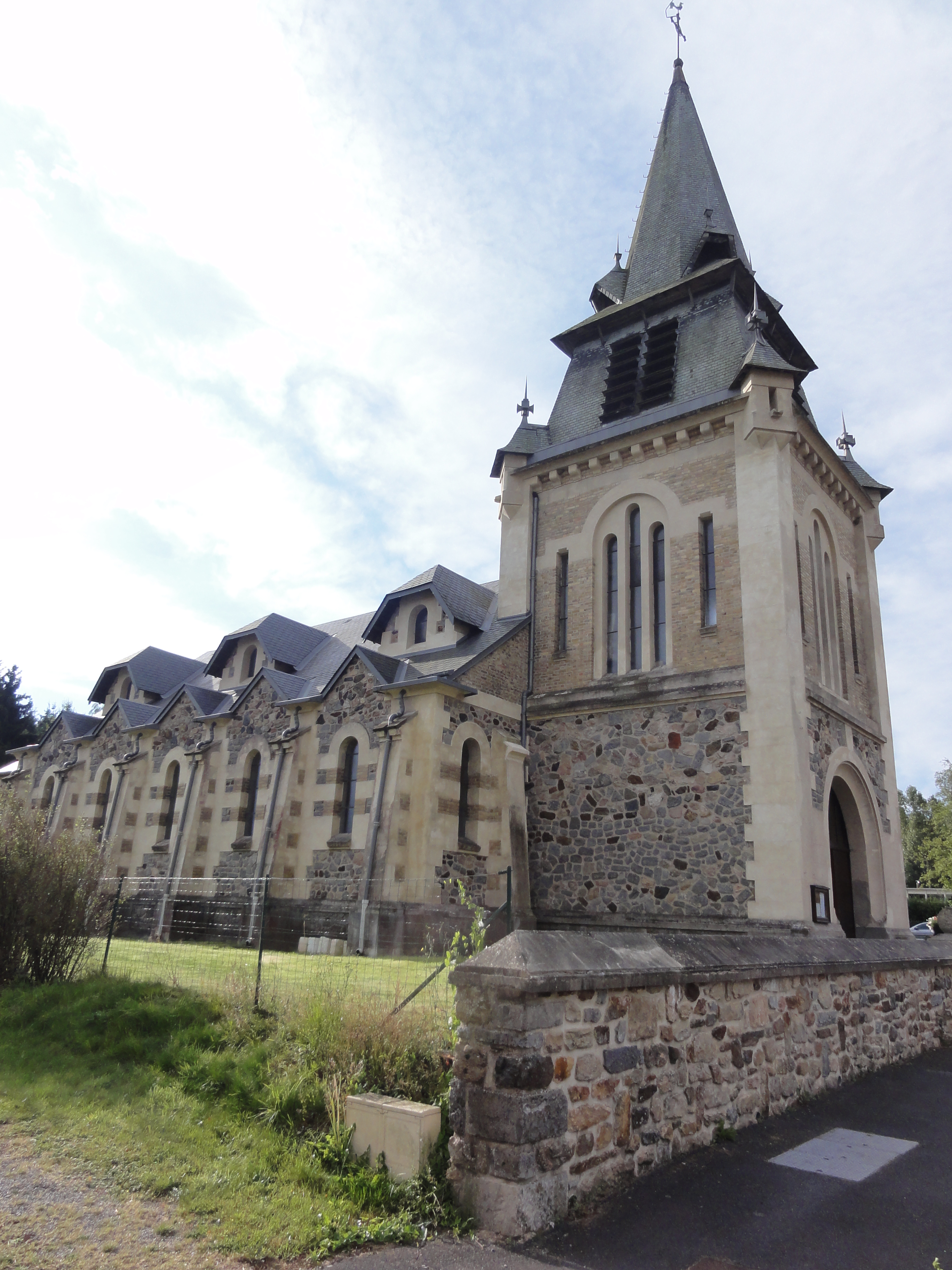
Kirche Saint-Luc

- Kirche Saint-Luc